# Gordon Johncock
Gordon Johncock (Hastings, Míchigan, Estados Unidos; 5 de agosto de 1937), también conocido como Gordy Johncock, es un expiloto de automovilismo estadounidense. Fue ganador de las 500 Millas de Indianápolis de 1973 y 1982, y arribó tercero en 1976 y 1978, cuarto en 1966, 1974 y 1980, quinto en 1965 y sexto en 1979. Asimismo, resultó vencedor del Campeonato Nacional del USAC en 1976, tercero en ese campeonato y su sucesor, la serie CART, en 1966, 1974, 1978 y 1979, cuarto en 1967, 1981 y 1982, y triunfador en 25 carreras de ambos campeonatos.
Johncock también compitió en stock cars. Disputó 21 carreras de la NASCAR Cup Series entre 1966 y 1976, obteniendo dos cuatro puestos y un quinto como mejores resultados. Además, fue cuarto en la International Race of Champions de 1980, quinto en 1984 y sexto en 1978 y 1979.

## Primeros años (1964-1972)
A los 27 años, Johncock debutó en el Campeonato Nacional del USAC de 1964, donde disputó cuatro carreras con el equipo de Sid Weinberger. Las siguientes dos temporadas, compitió mayoritariamente con Weinberger & Wilseck. En 1965 debutó en las 500 Millas de Indianápolis con un quinto puesto. Luego fue sexto en las 250 Millas de Atlanta, tercero en las 125 Millas de Langhorne y triunfó en las 200 Millas de Milwaukee, por lo que se ubicó quinto en el campeonato. En 1966 obtuvo tres segundos puestos, un tercero y un cuarto en las 500 Millas de Indianápolis, lo que le permitió alcanzar la tercera posición final, por detrás de Mario Andretti y Jim McElreath.
Johncock corrió en el Campeonato Nacional del USAC con equipo propio desde 1967 hasta 1970. En su primer año obtuvo dos victorias en las 150 Millas de Milwaukee y las 200 Millas de Handford, así como dos segundos puestos, dos terceros y cuatro cuartos. Sin embargo, abandonó por choque en las 500 Millas de Indianápolis, por lo que finalizó cuarto en el campeonato, siendo superado por A. J. Foyt, Andretti y Bobby Unser. En 1968 venció en las 200 Millas de Handford y las 150 Millas de Langhorne, pero obtuvo además solamente un cuarto puesto, un quinto y un séptimo en 17 apariciones.
El piloto acumuló en 1969 dos victorias en Castle Rock y Brainerd 1, dos segundos puestos, un tercero, un cuarto y un sexto. Nuevamente un abandono en las 500 Millas de Indianápolis lo relegó a la quinta colocación final. En 1970 obtuvo un tercer puesto, dos cuartos como únicos resultados destacados, de manea que terminó séptimo en la clasificación general.
Rolla Vollstedt contrató a Johncock para la temporada 1971 del USAC. Su mejor resultado en ocho participaciones fue un octavos puesto en Phoenix. Para las 500 Millas de Ontario, pilotó un McLaren oficial, con el que abandonó. El piloto corrió nuevamente con el equipo oficial McLaren en seis fechas de 1972, resultando tercero en las 200 Millas de Trenton y noveno en las 200 Millas de Michigan. También disputó las 200 Millas de Milwaukee con un McLaren de Penske.

## Patrick Racing (1973-1992)
A continuación, Johncock fue contratado por Patrick Racing, con el cual compitió en la USAC y la CART durante más de una década, principalmente con el número 20. En 1973 triunfó en las 500 Millas de Indianápolis ante Billy Vukovich Jr. y Roger McCluskey. Además ganó en las 200 Millas de Trenton y las 150 Millas de Phoenix, fue segundo en la primera manga de las 300 Millas de Trenton 1 y quinto en la primera carrera clasificatoria de las 500 Millas de Ontario. Como consecuencia, el piloto resultó séptimo en el campeonato.
Johncock obtuvo en 1974 dos victorias, dos segundos puestos, dos terceros y dos cuartos. Así, fue tercero en el campeonato por detrás de Bobby Unser y Johnny Rutherford. En 1975 obtuvo un triunfo y dos segundos puestos, que lo colocaron décimo en el campeonato.
En 1976, Johncock acumuló dos victorias, seis segundos puestos y tres terceros en 13 carreras. Por tanto, se coronó campeón del USAC ante Rutherford, Wally Dallenbach y Al Unser.
El piloto consiguió en 1977 dos victorias, tres segundos puestos, un tercero y un quinto, por lo que acabó quinto en el campeonato. En 1978 obtuvo dos victorias, seis terceros puestos y un cuarto, por lo que finalizó tercero por detrás de Tom Sneva y Al Unser.
Pat Patrick fue uno de los dueños de equipo que creó la serie CART para la temporada 1979. Johncock consiguió dos victorias, cinco podios y nueve top 5 en 14 carreras, por lo que resultó tercero  por detrás de Rick Mears y Al Unser. Además, terminó sexto en las 500 Millas de Indianápolis.
En 1980, Johncock obtuvo tres podios y cinco top 5 en 11 participaciones en la CART, sin lograr victorias, de modo que resultó sexto en el campeonato. Nuevamente logró tres podios y cinco top 5 en 11 participaciones en la CART 1981, pero esta vez se colocó cuarto en el campeonato, por detrás de Mears, Bill Alsup y Pancho Carter.
Johncock triunfó en las 500 Millas de Indianápolis de 1982, superando a Mears, Carter, Sneva y Al Unser luego de liderar 57 vueltas. En la CART, ganó las 150 Millas de Milwaukee y las 500 Millas de Michigan, fue segundo en Atlanta y quinto en Phoenix 1 y Atlanta. De esta manera, resultó cuarto por detrás de Mears, Bobby Rahal y Andretti.
En 1983, Johncock triunfó por última vez en Atlanta, pero sufrió un choque grave en las 500 Millas de Michigan, que lo obligó a ausentarse de las pistas el resto de la temporada. Volvió al equipo Patrick en 1984, con el que logró un cuarto puesto y un sexto como mejores resultados.
El piloto se retiró oficialmente durante las prácticas de las 500 Millas de Indianápolis de 1985. Sin embargo, Johncock volvió a competir esporádicamente desde 1987 hasta 1989, logrando el sexto puesto en las 500 Millas de Pocono y Michigan de 1988. En 1991 llegó sexto en las 500 Millas de Indianápolis con el equipo Hemelgarn; y corrió allí por última vez en 1992.